# Matilda australia
Matilda australia là một loài nhện trong họ Cyatholipidae. Chúng là loài duy nhất trong chi Matilda.